# Пиер Данинос
Пиер Данинос (на френски: Pierre Daninos) е френски журналист и писател на произведения в жанра сатира и хумор.

## Биография и творчество
Пиер Данинос е роден на 26 май 1913 г. в Париж, Франция, в буржоазно семейство. Фамилията му произхожда от гръцки емигранти заселили се във Франция през 1750 г. Брат е на индустриалеца Жан Данинос, който произвежда луксозните автомобили „Facel Vega“.
Следва в лицея „Жансон дьо Сайли“ в Париж. От 1934 г. работи като журналист като место пише за спортни прояви.
По време на Втората световна война от 1939 г. участва в битката за Франция до Дюнкерк през 1940 г., където е офицер за връзка с британската армия. След капитулацията и примирието заминава в изгнание в Бразилия в Рио де Жанейро.
Първият му роман „Le Sang des hommes“ (Кръвта на мъжете) е издаден през 1940 г. в Рио де Жанейро и в Лозана.
След войната се връща в Париж, посещава литературните кръгове и възобновява предвоенната си професия на журналист, като си сътрудничи най-вече в „Le Figaro“.
През 1947 г. за романа си „Les Carnets du Bon Dieu“ (Тетрадките на добрия Господ) печели наградата „Интералие“.
Първият му роман „Дневникът на майор Томсън“ от поредицата „Майор Томсън“ е издаден през 1954 г. Книгата е представена под формата на записки на тетрадки за наблюденията на пенсиониран британски офицер от индийската армия, живеещ във Франция, който прави сравнения между френското и британското общество и култура. Книгата се счита за най-известното му произведение. Тя е екранизирана от режисьора Престън Стърджис във филма „Les carnets du Major Thompson“ с участието на Джак Бюканън и Мартине Керол.
Пиер Данинос умира на 7 януари 2005 г. в Париж.

## Произведения
- Le Sang des hommes (1940)
- Méridiens (1945)
- Eurique et Amérope (1946)
- Passeport pour la nuit ou le Roi-Sommeil (1946)
- Les Carnets du Bon Dieu (1947) – награда „Интералие“
- L’Éternel Second (1949)
- Sonia, les autres et moi (1952)
- Comment vivre avec ou sans Sonia (1953)
- Tout l’humour du monde (1958)
- Vacances à tous prix (1958)
- Un certain M. Blot (1960)
- Le Jacassin, nouveau traité des idées reçues, folies bourgeoises et automatismes (1962)
Дърдоренето : Нов трактат върху наследствените представи, буржоазните глупости и автоматизми, изд.: ОФ, София (1968), прев. Мария Даскалова, Борис Дерибеев
- Daninoscope (1963)
- Snobissimo ou le Désir de paraître (1964)
- Le 36e dessous (1966)
- Sept variations sur le thème de la soif (1970)
- Ludovic Morateur ou le Plus que parfait (1970)
- Le Pyjama (1972)
- Les Touristocrates (1974)
- La Première Planète à droite en sortant par la Voie lactée (1976)
- Made in France (1977)
- La Composition d’histoire (1979)
- Le Veuf joyeux (1981)
- La Galerie des glaces (1983)
- Auto-mémoires (1984)
- La France dans tous ses états (1985)
- La France prise aux mots (1986)
- Profession : écrivain (1988)
- Roland Garros 88 (1988)
- Candidement vôtre (1992) – награда „Le Pré aux“
- 40 ans de vacances (1993)
- Ah, vous écrivez toujours ! (1999)
- Les Derniers Carnets du major Thompson (2000)

### Серия „Майор Томсън“ (Major Thompson)
1. Les Carnets du major W. Marmaduke Thompson (1954)
Дневникът на майор Томсън : Откриване на Франция и на французите, изд.: „Народна култура“, София (1959), прев. Лилия Сталева
2. Le Secret du major Thompson (1956)
Тайната на майор Томсън, изд.: „Народна култура“, София (1967), прев. Мария Явашева
3. Le Major tricolore : redécouverte de la France et des Francais par le major W. Marmaduke Thompson (1968)
4. Les Nouveaux Carnets du major W. Marmaduke Thompson (1973)
5. Les Derniers Carnets du major Thompson (2000)

### Екранизации
- 1955 Les carnets du Major Thompson